# ピョートル・ヴイチツキ
ピョートル・ヴイチツキ（ポーランド語: Piotr Wójcicki)は、ポーランドのギタリスト、作曲家。カトヴィツェ音楽アカデミー卒。ジャズやスムースジャズ、プログレッシブ・ロックを組み合わせたフュージョン音楽を創作している。
音楽学校での講師やローカルバンドでの活動を経て、2011年にソロデビュー。かつて音楽学校でギターを教えていた経験から2011年に即興演奏についてのテキスト及びDVD教材も出版している。
日本のProvidence社、Free The Tone社とは、エンドースメント契約を結んでいる。
これまでに共演した主なアーティストは、クシシュトフ・ヘルジン、ロベルト・クビシン、ツェザリ・コンラッド、トマシュ・ククルバなど。2015年春には3作目のアルバム『MOON CITY』をリリース。

## ディスコグラフィ
- Magnetyczny moment protonu（2011年）
- The Secret World Of Numbers（2013年）

## 出版
- The Guitar Improvisation Handbook（2011年）
- ABC Of Guitar Improvisation（2011年）